# Максим Нестеренко
Макси́м Нестере́нко гербу Побуг (роки народження і смерті невідомі) — військовий і політичний діяч 30 — 50-х років XVII ст., з 1638  — сотник корсунський. Разом з Б. Хмельницьким провадив переговори з королем Володиславом IV у справі війни з Османською імперією. З 1648 — полковник корсунський. Очолював посольство до Варшави (1649–1650) у справі Зборівського договору. У 1655 разом з І. Богуном обороняв від татар Брацлавщину. В своїй «Історії України» академік І. Крип'якевич називає Максима Нестеренка серед отих «старовинних» полковників (поряд з Бурляєм, Джалалілєю, Вешняком…), чиї реєстрові полки становили основу козацько-повстанської армії Б. Хмельницького. Найбільш навчені і дисципліновані, ці військові частини й справді здатні були протистояти і добірному війську Речі Посполитої, і найманцям-германцям. Тим паче, що командири їх набули досвіду ще задовго до Визвольної війни, беручи участь в походах проти татар і османів.

## Життєпис
Відомо, що ще в грудні 1637 року М. Нестеренка було призначено адміністративним полковником корсунським. При цьому він водночас командував Корсунським реєстровим полком. Це призначення він достав від коронного гетьмана Миколи Потоцького одразу після придушення козацько-селянського повстання під проводом Павлюка. Старшим (гетьманом) реєстрового козацтва було тоді призначено Ільяша Караїмовича, військовим писарем Богдана Хмельницького, а Нестеренкові випало командувати цим полком. Можливо, саме те, що Нестеренко отримав призначення разом з Хмельницьким, і здружило їх. Про те, що Нестеренко був людиною надзвичайно наближеною до Б. Хмельницького, свідчить вже хоча б той факт, що саме він разом з майбутнім гетьманом провадив у 1646 році переговори з польським королем Владиславом IV щодо можливої війни з Османською імперією, під час якої козаки і військо Речі Посполитої мали битися пліч-о-пліч, як союзники. Ми вже знаємо, що, плануючи цю війну, король навіть виділив козакам певні кошти на закупівлі зброї та підготовку козацької флотилії чайок, проте, замість польсько-османської, запала українсько-польська війна, в якій полковник Максим Нестеренко взяв участь з перших днів. Відзначивши його заслуги перед козацтвом і Україною, гетьман, одразу після Корсунської битви, під час якої поляки були витіснені з рідних країв Нестеренка, призначає його полковником корсунським.
Крім військового, полковник Нестеренко володів і талантом дипломата. Тільки цим можна пояснити той факт, що гетьман Б. Хмельницький доручав йому вести важкі переговори з правителями сусідніх держав. Досить сказати, що саме він очолював посольство української армії, яке в лютому 1649 р. прибуло до Слуцька (Білорусь) на переговори з великим гетьманом литовським Янушем Радзивіллом. Про що ж ішлося на цих переговорах? До Хмельницького надходили тривожні звістки про те, що литовці надзвичайно жорстоко поводилися з полоненими українцями, піддаючи їх тортурам і страчуючи з муками. Причина для переговорів, як бачимо, була досить поважною, і гетьман України намагався домовитися з литовським гетьманом про те, щоб поводження з полоненими стало людянішим. Важко сказати, чи прислухався Я. Радзивілл до вимог і пропозицій, висловлених полковником Нестеренком, але, принаймні ми знаємо, що зустріч з великим гетьманом відбулася.
10 серпня 1649 року у м. Зборові було підписано договір між Україною і Річчю Посполитою, який дістав назву «Зборівського». Про несприятливі для повстанців умови цього договору, який викликав масове незадоволення серед рядових воїнів, уже йшлося в есе, присвячених Хмельницькому та іншим його полковникам. Зараз варто лиш зауважити, що й українці, й поляки не дуже дотримувалися його статей. А крім того, він ще й підлягав ратифікації на засіданні сейму Речі Посполитої. Для участі в роботі сейму та для переговорів з урядом Речі Посполитої щодо виконання умов договору й відбула 1 грудня 1649 року до Варшави поважна делегація, яку, знову ж таки, очолив полковник М. Нестеренко. До речі, разом з нею до Варшави прибув і київський митрополит Сильвестр Косів, який мав клопотатися про права православної громади в Україні та її Церкви.
Не можна сказати, що ця делегація зуміла якось полегшити долю України та її народу. Але то вже залежало не від полковника Нестеренка. Тут діяли вищі політичні сили та закони обставин.
Коли в 1653 році Тиміш Хмельницький привів корпус козацьких військ до Молдови, щоб допомогти своєму тестеві, молдавському господареві В. Лупулу в боротьбі проти угорсько-валаських військ та проти його внутрішніх ворогів, то одним з полків цього війська — корсунським — командував полковник М. Нестеренко. Як відомо, для Тимоша Хмельницького цей похід виявився останнім, під час облоги міста Сучави він загинув. Що ж стосується М. Нестеренка, то він щасливо повернувся в Україну і, як засвідчують козацькі хроністи, в 1655 році, разом з уславленим полководцем І. Богуном, очолив війська, котрі протистояли татарській орді, що вдерлася в межі Брацлавщини. Відомо, що діяв корпус Нестеренка досить успішно: дії орди вдалося принаймні обмежити.